# Y Ophiuchi
Y Ophiuchi (Y Oph / HD 162714 / HR 6661) es una estrella en la constelación de Ofiuco. 
Es una variable cefeida —semejante a δ Cephei o a Mekbuda (ζ Geminorum)— cuyo brillo oscila entre magnitud aparente +5,87 y +6,46 en un período de 17,1241 días.
Observaciones llevadas a cabo a lo largo de dos décadas han constatado que la amplitud de la curva de luz de esta cefeida disminuye con el tiempo.
Y Ophiuchi es una supergigante de tipo espectral medio F8Iab con una temperatura efectiva de aproximadamente 5410 K.
De gran tamaño, tiene un radio comprendido entre 86 y 94 veces el radio solar y gira sobre sí misma con una velocidad de rotación proyectada de 4 km/s.
Tiene una masa 5,8 veces mayor que la del Sol.
Presenta un contenido metálico comparable al solar, siendo su índice de metalicidad [Fe/H] = +0,05.
Al igual que l Carinae o RS Puppis, Y Ophiuchi se halla rodeada por una envoltura circunestelar que contribuye aproximadamente con el 5 % del flujo total.
Su distancia respecto al sistema solar, basada en la relación entre las variaciones de color y del diámetro angular, es de aproximadamente 1940 años luz.